# Germain Sée
Germain Sée (Ribeauvillé, 6 de febrero de 1818-París, 12 de mayo de 1896) fue un médico francés.

## Biografía
Nació el 16 de marzo de 1818 en Ribeauvillé (Alsacia) el seno de una familia pobre de origen judío. A pesar de no saber leer a los trece años, pudo educarse en Metz y a los diecisiete años se trasladó a París para estudiar medicina. En 1842 llegó a ser médico residente y en 1846 obtuvo el grado de doctor con una tesis sobre las propiedades del cornezuelo. A partir de 1852 pasó por varios hospitales y ganó cierta fama por sus lecciones extraacadémicas sobre patología. Sucedió a Armand Trousseau en 1866 en la cátedra de Terapéutica de la Facultad de Medicina de París por intercesión de la emperatriz Eugenia de Montijo.
Fue elegido miembro de la Académie Nationale de Médecine en 1869 y, al año siguiente, atendió al emperador Napoleón III junto con Auguste Nélaton, Philippe Ricord, Jean-Nicolas Corvisart, Pierre Fauvel y Henri Conneau. También solicitó sus servicios el sultán otomano Murad V, pero ya había sido despuesto cuando llegó a Constantinopla. Continuó trabajando como médico y profesor de Medicina Clínica en el Hôtel-Dieu de París. Falleció el 12 de mayo de 1896.
Popularizó el uso del salicilato de sodio para el reumatismo, el yoduro de potasio para el asma y la Convallaria majalis en las enfermedades del corazón, además de otros medicamentos como la antipirina. Sée también fue uno de los fundadores de la reviste Médecine Moderne y escribió con Frédéric Labadie-Lagrave un tratado sobre medicina clínica.